# 馬克森·蕭士達高維契

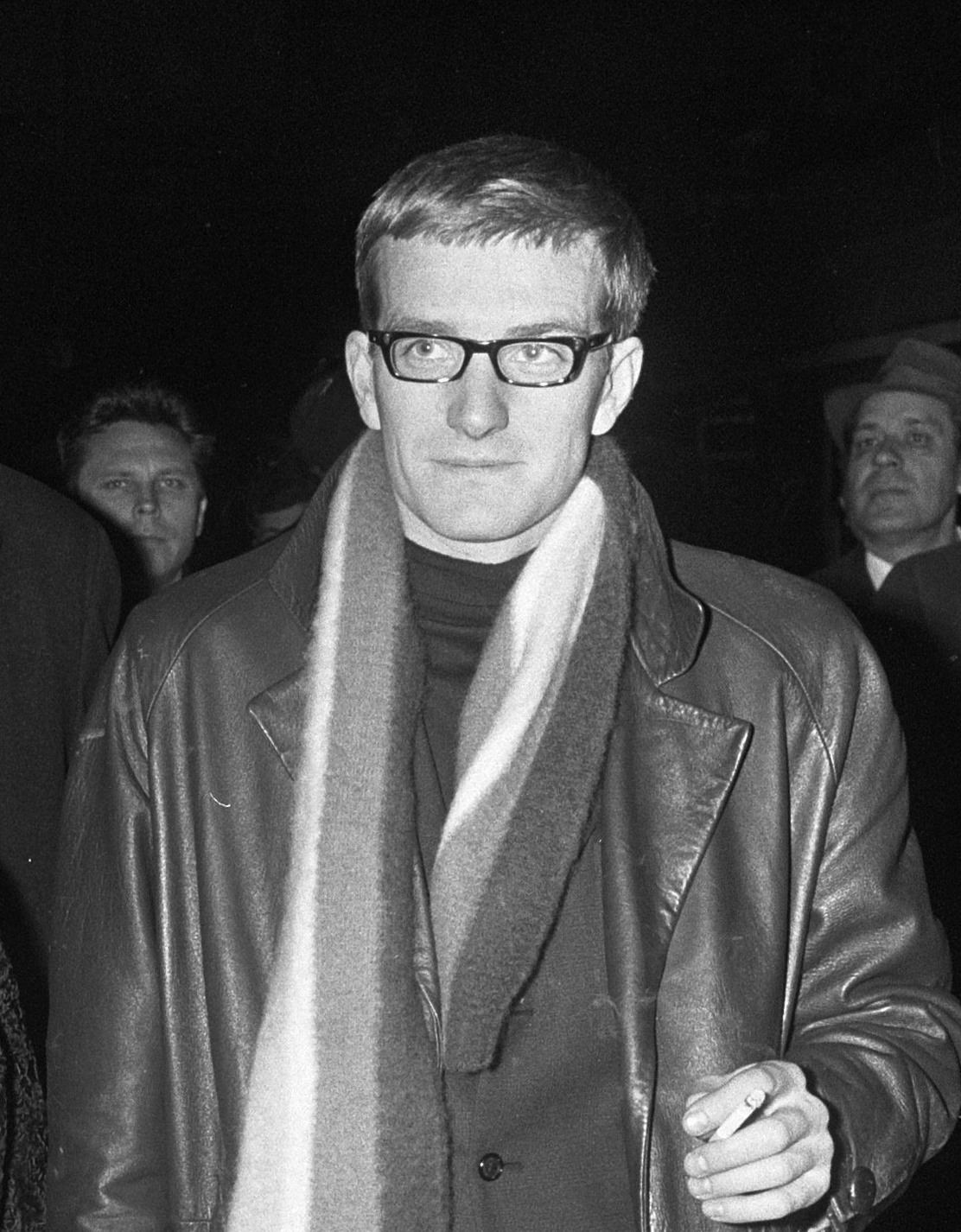
馬克森·蕭士達高維契（1967）

馬克森·德米特里耶維奇·蕭士達高維契（英語：Maxim Dmitrievich Shostakovich，1938年5月10日—）出生於列寧格勒（即現今的聖彼得堡），是俄羅斯的指揮家及鋼琴家。他亦是蘇聯作曲家蕭士達高維契與第一任妻子麗娜（Nina Varzar）所生的幼子。姐姐是加尼娜（Galina）。

## 生平
他先後於莫斯科音樂學院及列寧格勒音樂學院進修。畢業後先於莫斯科交響樂團及蘇聯交響樂團擔任助理指揮；後來則在蘇聯聯邦電台及電視台交響樂團及莫斯科電台及電視台交響樂團擔任首席指揮，並曾為其父親的《第15號交響曲》作首演指揮。另外《第2號鋼琴協奏曲》亦是父親題獻給他作為19歲的生日禮物。
1979年，馬克森連同家人出走至西德，並於1981年移居至美國。期間他曾於新奧爾良交響樂團及香港管弦樂團擔任指揮。1994年回國並重新定居聖彼得堡。

## 个人生活
馬克森結過兩次婚，並且育有多名子女：其中較為著名的是德米特里·馬克西莫維奇·蕭士達高維契（Dmtri Maximovich Shostakovich，或簡稱：小蕭士達高維契[Dmitri Shostakovich Jr.]），是一位鋼琴家及流行音樂作曲家。

## 录音
自1975年起，馬克森便替Chandos灌錄了大量父親作品的錄音，除了全套交響曲以及協奏曲外，亦包括不少當時被忽略的管絃樂作品。2006年又為捷克唱片品牌超風灌錄了新一輯蕭士達高維契的十五首交響曲全集，合作的樂團是布拉格交響樂團。